# Walter Page
Walter Page (9 de febrero de 1900-20 de diciembre de 1957) fue un contrabajista de jazz estadounidense. Era conocido por su estilo de walking bass.

## Biografía
Page comenzó su vida profesional en la banda de Bennie Moten de 1918 a 1923. En 1925 formó su propia banda, los Oklahoma City Blue Devils, una territory band que abreviaría su nombre como Blue Devils y a la cual se incorporaría Count Basie en 1928. A partir de 1936, era miembro de Jones-Smith Incorporated, junto con Carl Smith, Jo Jones, Lester Young y Basie. Después ingresó en la orquesta de este último, de cuya célebre sección rítmica formaría parte junto con Jo Jones y el guitarrista Freddie Green (1911-1987). Trabajaría además en las numerosas bandas más pequeñas dirigidas por el pianista.